# 주자치 (배우)
주자치(중국어 간체자: 朱嘉琦, 병음: Zhū Jīaqí, 한자음: 주가기, 1990년 7월 27일 ~ )는 중국의 배우이다.